# Petrus de Cruce
Petrus de Cruce, auch Pierre de la Croix (* Mitte des 13. Jahrhunderts in Amiens; † unbekannt) war ein französischer Komponist und Musiktheoretiker.

## Leben
Petrus de Cruce lebte in Paris. 1298 beauftragte ihn der französische König Philipp IV. mit der Komposition eines Offiziums auf Ludwig den Heiligen. Er war vermutlich Lehrer von Jakobus Leodiensis, der ihn neben Franco von Köln und Lambertus als Vertreter der ars veterum rühmte und als Werke von Petrus de Cruce die dreistimmigen Motetten Au renouveler und Aucun ont trouvé chant nannte, welche durch eine im Duplum verstärkt auftretende Melismatik, die Hervorhebung von Terz- und Sextklängen zu Beginn einer Perfectio und die vorherrschende Rolle eines aus kleinen Notenwerten bestehenden und rhythmisch freiangelegten Triplums gekennzeichnet sind. Die häufige Verwendung kleiner Noten zog eine erhebliche Verlängerung der Dauer der Brevis im sogenannten Petrus-de-Cruce-Stil, also eine Verlangsamung des Tempos nach sich.
Als Musiktheoretiker steht Petrus de Cruce mit seinen Theorien zur Mensuralnotation zwischen Franco von Köln und Philippe de Vitry. Er führte die Regel ein, dass eine Brevis in 2 bis 9 Semibreven unterteilt werden kann und verwendete den punctus divisionis, um die Gruppierung deutlich zu machen. Diese Neuerung markiert einen Meilenstein auf dem Weg von der modalen zur mensuralen Rhythmik des italienischen Trecento.

## Ausgaben
- Yvonne Rokseth (Hrsg.): Polyphonies du XIIIe s., 4 Bände, Paris 1935–1939 (Codex Montpellier)
- A. Auda (Hrsg.): Les „Motets wallons“ du ms. de Turin..., Brüssel 1953